# Эвкалипт ангофороподобный
Эвкалипт ангофороподобный (лат. Eucalyptus angophoroides) — вечнозеленое дерево, вид рода Эвкалипт (Eucalyptus) семейства Миртовые (Myrtaceae).

## Распространение и экология
Представители вида произрастают в Австралии на побережье в южной части штата Нового Южного Уэльса и в северной части штата Виктория.
Растения выдерживают кратковременные морозы в -11… -10 °C без повреждений.
Хорошо растёт на лёгких, глубоких и умеренно влажных почвах.

## Ботаническое описание
Дерево до 36 м высотой.
Кора слоистая, чешуевидная.
Молодые листья супротивные, сидячие или короткочерешковые, округло-сердцевидные, яйцевидные или эллиптические до ланцетных, длиной 3—8 см, шириной 3—6 см, тупые, реже остроконечные или зазубренные, сизоватые. Промежуточные листья очерёдные, черешковые, от удлинённо-яйцевидных до широколанцетных, длиной 8—21 см, шириной 4,5—9 см, кожистые, зелёные или тёмно-зелёные. Взрослые — очерёдные, черешковые, ланцетные или узколанцетные, иногда слабо серповидно-изогнутые, длиной 8—15 см, шириной 1,5—3 см, заострённые, с обеих сторон зелёные.
Зонтики 3—7-цветковые, на ножке длиной 8—10 мм; бутоны яйцевидные или булавовидные, на цветоножках, заострённые, длиной 7—8 мм, диаметром 4—5 мм; крышечка полушаровидная, коротко остроконечная, по длине равна трубке цветоложа; пыльники яйцевидные, открывающиеся параллельными щелями; железка шаровидная, довольно большая.
Плоды на плодоножках, от полушаровидных до слабо грушевидных, длиной 6—8 мм, диаметром 6—8 мм, со слабо выпуклым диском и 3—4 створками.
На родине цветёт в октябре — декабре; на Черноморском побережье Кавказа — в июне — июле.

## Значение и применение
Древесина светлая, мягкая и лёгкая.
В листьях содержится эфирное (эвкалиптовое) масло (0,19 %), состоящее из цинеола (18 %), фелландрена, пинена и сесквитерпена.

## Таксономия
Вид Эвкалипт ангофороподобный входит в род Эвкалипт (Eucalyptus) подсемейства Myrtoideae семейства Миртовые (Myrtaceae) порядка Миртоцветные (Myrtales).
|  |                                      |  |                                                             |                                                             |                    |  | ещё 13 семейств (согласно Системе APG II) | ещё 13 семейств (согласно Системе APG II)    |                                              |  |  |  | ещё 130 родов       | ещё 130 родов                 |  |  |
|  |                                      |  |                                                             |                                                             |                    |  | ещё 13 семейств (согласно Системе APG II) | ещё 13 семейств (согласно Системе APG II)    |                                              |  |  |  | ещё 130 родов       | ещё 130 родов                 |  |  |
|  |                                      |  |                                                             | порядок Миртоцветные                                        |                    |  |                                           |                                              | подсемейство Миртовые                        |  |  |  |                     | вид Эвкалипт ангофороподобный |  |  |
|  |                                      |  |                                                             | порядок Миртоцветные                                        |                    |  |                                           |                                              | подсемейство Миртовые                        |  |  |  |                     | вид Эвкалипт ангофороподобный |  |  |
|  | отдел Цветковые, или Покрытосеменные |  |                                                             |                                                             | семейство Миртовые |  |                                           |                                              | род Эвкалипт                                 |  |  |  |                     |                               |  |  |
|  | отдел Цветковые, или Покрытосеменные |  |                                                             |                                                             |                    |  |                                           |                                              |                                              |  |  |  |                     |                               |  |  |
|  |                                      |  | ещё 44 порядка цветковых растений (согласно Системе APG II) | ещё 44 порядка цветковых растений (согласно Системе APG II) |                    |  |                                           | ещё 1 подсемейство (согласно Системе APG II) | ещё 1 подсемейство (согласно Системе APG II) |  |  |  | ещё более 700 видов |                               |  |  |
|  |                                      |  |                                                             | ещё 44 порядка цветковых растений (согласно Системе APG II) |                    |  |                                           |                                              | ещё 1 подсемейство (согласно Системе APG II) |  |  |  |                     |                               |  |  |